# Isla Tromelin
La Isla Tromelin (en francés: Île Tromelin), es un islote de 0,8 km² ubicado en el océano Índico, al este de Madagascar y al norte de la Reunión (15° 52' Sur, 54° 25' Este). La isla es administrada por Francia pero es reclamada por la República de Mauricio.
Forma parte de las islas Dispersas del Océano Índico.

## Administración
Fue habitada por meteorólogos hasta que se automatizaron las estaciones meteorológicas. Actualmente solo la habita una pequeña guarnición de quince soldados franceses, para reforzar su soberanía sobre la región.

## Historia
Entre 1761 y 1776 fue ocupada por un grupo de esclavos supervivientes del naufragio del barco negrero que los transportaba desde Madagascar hasta Isla Mauricio. La tripulación blanca y unos setenta esclavos sobrevivieron al naufragio y tras construir una balsa, los blancos dejaron a los esclavos en la isla prometiendo que volverían a buscarlos. La operación de rescate se produjo dieciséis años después por un navío comandado por Bernard Boudin de Tromelin, de ahí el nombre del islote. Sólo quedaban ocho de los setenta esclavos originarios: siete mujeres y un bebé.